# Air Force One (film)
Air Force One is een Amerikaanse speelfilm uit 1997 onder regie van Wolfgang Petersen.

## Verhaal
Wanneer president James Marshall, zijn familie en meerdere topambtenaren op weg naar huis zijn met het presidentiële toestel, wordt het toestel gekaapt door radicale communisten onder leiding van Korshunov, een meedogenloze terrorist. Korshunov dreigt dat de passagiers een voor een worden vermoord als de gevangengenomen dictator van zijn land niet wordt vrijgelaten. Dan is het aan de president om de verantwoordelijkheid te nemen voor de veiligheid van iedereen aan boord.

## Rolverdeling
| Acteur            | Personage                              |
| ----------------- | -------------------------------------- |
| Harrison Ford     | President James Marshall               |
| Gary Oldman       | Ivan Korshunov                         |
| Glenn Close       | Vice President Kathryn Bennett         |
| Wendy Crewson     | Grace Marshall                         |
| Liesel Matthews   | Alice Marshall                         |
| Paul Guilfoyle    | Chief of Staff Lloyd 'Shep' Shepherd   |
| Xander Berkeley   | Secret Service Agent Gibbs             |
| William H. Macy   | Major Caldwell                         |
| Dean Stockwell    | Defense Secretary Walter Dean          |
| Tom Everett       | National Security Advisor Jack Doherty |
| Jürgen Prochnow   | Generaal Ivan Radek                    |
| Philip Baker Hall | U.S. Atty. General Andrew Ward         |

## Trivia
- Air Force One is het vliegtuig waarin de president van de Verenigde Staten wordt vervoerd.
- Het vliegtuig dat werd gebruikt was een Boeing 747-146 (N703CK) van Kalitta Air die overgeschilderd was in de kleuren van Air Force One.